# Степанов, Сергей Владимирович
Сергей Владимирович Степанов (род. 1977, Хамхар, РСФСР, СССР) — российский военнослужащий, ефрейтор. Герой Российской Федерации (2025).

## Биография
Родился в 1977 году в деревне Хамхар. 
Обучался в школе по месту жительства, которую там же окончил. Позже проходил обучение в техникуме, получив специальность ветеринара, работал в Нукутском филиале Черемховской станции по борьбе с болезнями животных (СББЖ). 
В 2024 году принял участие во вторжении России на Украину. Со слов изданий, Степанов является стрелком-сапёром мотострелкового подразделения. Неоднократно был ранен на поле боя.

## Личная жизнь
- Женат, есть трое детей[1].

## Звания и награды
- Герой Российской Федерации (2025)[2][3][4].